# مالكوم روس (مربي)
مالكوم روس هو مربي كندي، ولد في 1946 في وينيبيغ في كندا.